# كلاوديو هيريرا
كلاوديو هيريرا (بالإسبانية: Claudio Herrera)‏ (11 فبراير 1988 بمونتفيدو في الأوروغواي - ) هو لاعب كرة قدم أوروغواني في مركز الدفاع. لعب مع ريفر بليت ونادي كالياري ونادي مسينا.

## روابط خارجية
- كلاوديو هيريرا على موقع قاعدة بيانات كرة القدم.إي يو (الإنجليزية)
- كلاوديو هيريرا على موقع Soccerway.com (الإنجليزية)